# Pro Sesto 1913
La Pro Sesto 1913  es un club de fútbol de Italia, con sede en la ciudad de Sesto San Giovanni, en Lombardía. Fue fundado en 1913 y refundado en varias ocasiones. Compite en la Serie D, cuarta categoría del fútbol italiano.

## Historia
Fue fundado en el año 1913 en la ciudad de Sesto San Giovanni en Lombardía con el nombre Società Ginnico Sportiva Pro Sesto y al año siguiente se afilia a la Federación Italiana de Fútbol, participando en las ligas de Lombardía hasta que el club desaparece en 1923 por problemas financieros.
El club es refundado en 1927 como US Pro Sesto y participa en la cuarta división nacional y al año siguiente se fusiona con el ENAL Breda, equipo de ideología fascista muy distinta a la del club. En 1945 el club es refundado por segunda ocasión y para 1946 logra el ascenso a la Serie B, segunda división nacional, donde juega por cuatro temporadas hasta que desciende en la temporada 1949/50, teniendo tres descensos consecutivos que lo hicieron regresar a la liga de Lombardía.
En 1963 se fusiona con el AS Sestese y pasa a llamarse AC Pro Sesto y tres años después logra regresar a la Serie D, liga de la que desciende tras trece temporadas. En 1982 pasa a jugar en la Interregional y cinco años después asciende a la Serie C2, y cuatro años después asciende a la Serie C1, donde desciende tras cinco temporadas.
En 2005 regresa a la Serie C1, de la que es descendido tras dos temporadas por una reorganización del fútbol italiano. En 2008 pasa a jugar en la Lega Pro Prima Divisione, teniendo dos descensos consecutivos que lo mandaron a la Serie D, donde le fue revocada la licencia por parte de la Federación Italiana de Fútbol.
En 2010 el club vuelve a ser refundado como Associazione Sportiva Dilettantistica Nuova Pro Sesto en la sexta división. Dos años después vuelve a la Serie D y adopta su nombre actual, logrando su regreso a la Serie C para la temporada 2020/21.

## Palmarés

### Torneos interregionales
- Serie C2 (1): 2004-05 (Grupo A)
- Serie D (1): 2019-20 (Grupo A)
- Campionato Interregionale (1): 1986-87 (Grupo B)

### Torneos regionales
- Eccellenza Lombardia (1): 2011-12 (Grupo A)
- Promozione Lombardia (3): 1952-53 (Grupo C), 1981-82 (Grupo A), 2010-11 (Grupo C)
- Prima Categoria Lombardia (1): 1965-66 (Grupo B)